# Utricularia salwinensis
Utricularia salwinensis är en tätörtsväxtart som beskrevs av Hand.-mazz.. Utricularia salwinensis ingår i släktet bläddror, och familjen tätörtsväxter. Inga underarter finns listade i Catalogue of Life.